# Lisa Moorish
Lisa Moorish, également connue sous le nom de Lisa M, née le 4 avril 1972 dans le quartier londonien de Walworth, est une chanteuse britannique. Elle signe chez Jive Records, Polydor, puis Go! Discs. Moorish enregistre avec George Michael, Ash et Johnny Borrell. Elle fait partie du groupe Kill City.  

## Biographie

### Jeunesse
Lisa Moorish naît d'un père jamaïcain et d'une mère britannique, originaire de Middlesbrough. Ses parents n'ont jamais vécu ensemble et Lisa grandit à Brixton en compagnie de sa mère et de sa tante. Elle se découvre une vocation pour la musique à l'âge de 7 ans. Son beau-père, technicien travaillant pour le groupe Steel Pulse, lui permet d'assister à ses premiers concerts. Elle accompagne le groupe de reggae lors d'une tournée aux États-Unis. Moorish enregistre des maquettes avec son premier groupe, alors qu'elle est âgée de 15 ans. 

### Carrière musicale
Moorish débute dans la chanson grâce à un agent artistique ayant travaillé pour le groupe Bros, qui lui permet de signer un contrat avec Jive Records. Son premier single, intitulé Rock to the Beat, est édité par le label en 1989. La chanteuse est remerciée après la parution d'un second disque, qui ne rencontre pas le succès, et est recrutée par Polydor. La maison de disques cherche à lui faire enregistrer de la house. Devant son refus, la jeune femme est licenciée. Moorish signe ensuite avec le label indépendant Go! Discs (en). En 1995, elle reprend I'm Your Man, un titre de Wham!, sur lequel George Michael est invité à faire les chœurs. La même année, elle participe à l'enregistrement du morceau Fade Away, contribution d'Oasis à l'album caritatif The Help Album,. 
En 2002, Moorish transmet l'une de ses maquettes à Alan McGee, fondateur du label Creation Records, qui décide de la signer sur son nouveau label Poptones (en). Elle fonde Kill City avec Pete Jones ; leur premier EP, White Boys, Brown Girl, sort en 2004. Le titre Hooligans on E, sorti en single, est coécrit par Pete Doherty. 
En 2005, Moorish enregistre une reprise de la chanson des Pogues Fairytale of New York avec Johnny Borrell, du groupe Razorlight. En 2006, elle participe à l'enregistrement d'un single pour l'association caritative Strummerville, fondée par la famille de Joe Strummer.

## Engagements
Lisa Moorish soutient la campagne Love Music Hate Racism (en).
Elle a joué avec le musicien Drew McConnell pour soutenir l'association Crisis (en). En 2011, elle participe à une campagne de The Hepatitis C Trust (en) aux côtés du chanteur Boy George et de l'actrice Sadie Frost.

## Vie privée
Moorish a deux enfants, Molly et Astile, dont les pères sont respectivement Liam Gallagher et Pete Doherty.

## Discographie

### En solo
Singles
- I'm Your Man (1995, Go! Discs)
- Mr Friday Night (1996, Go! Discs)
- Love for Life (1996, Go! Discs)

Album
- I've Gotta Have It All  (1996, Go! Discs)

### Avec Kill City
Singles
- Strychnine (2003)
- Hooligans on E (2004, Poptones)
- Just Like Bruce Lee (2004, Poptones)

EP
- White Boys, Brown Girl (2004, Poptones)